# کامپرداین
کامپرداین (به هلندی: Camperduin) یک منطقهٔ مسکونی در هلند است که در برخن، هلند شمالی واقع شده‌است.